# Vinsent
Vinsent, właściwie Dźmitry Uładzimierawicz Papko (biał. Дзьмітры Уладзімеравіч Папко; ur. 3 października 1988 w Iwacewiczach) – białoruski wokalista i aktor. Jest jednym z niewielu raperów wykonujących swoje utwory w języku białoruskim.

## Życie i działalność
Vinsent urodził się 3 października 1988 w Iwacewiczach, w ówczesnej Białoruskiej Socjalistycznej Republice Radzieckiej. Ukończył studia na Wydziale Dziennikarstwa Białoruskiego Uniwersytetu Państwowego w zakresie reżyserii telewizyjnej oraz na Wydziale Dziennikarstwa i Nauk Politycznych Uniwersytetu Warszawskiego w zakresie stosunków społecznych i zarządzania środkami przekazu.
Debiut Papki na scenie odbył się w 2007 roku. W lutym 2009 roku, nakładem wydawnictwa fonograficznego BMAgroup, artysta wydał swój debiutancki album Paczatak i rozpoczął koncertowanie po Białorusi. W ciągu kolejnych miesięcy ukazały się wideoklipy do dwóch utworów z debiutanckiej płyty – teledysk „Praciahwaju żyć” oraz nagrodzony na galach Street Awards i Klip-marafon „Wosieński wals”. W 2010 roku raper wydał singel Sława hierojam!, którego głównym motywem są listy Alesia Zahorskiego i Konstantego Kalinowskiego.

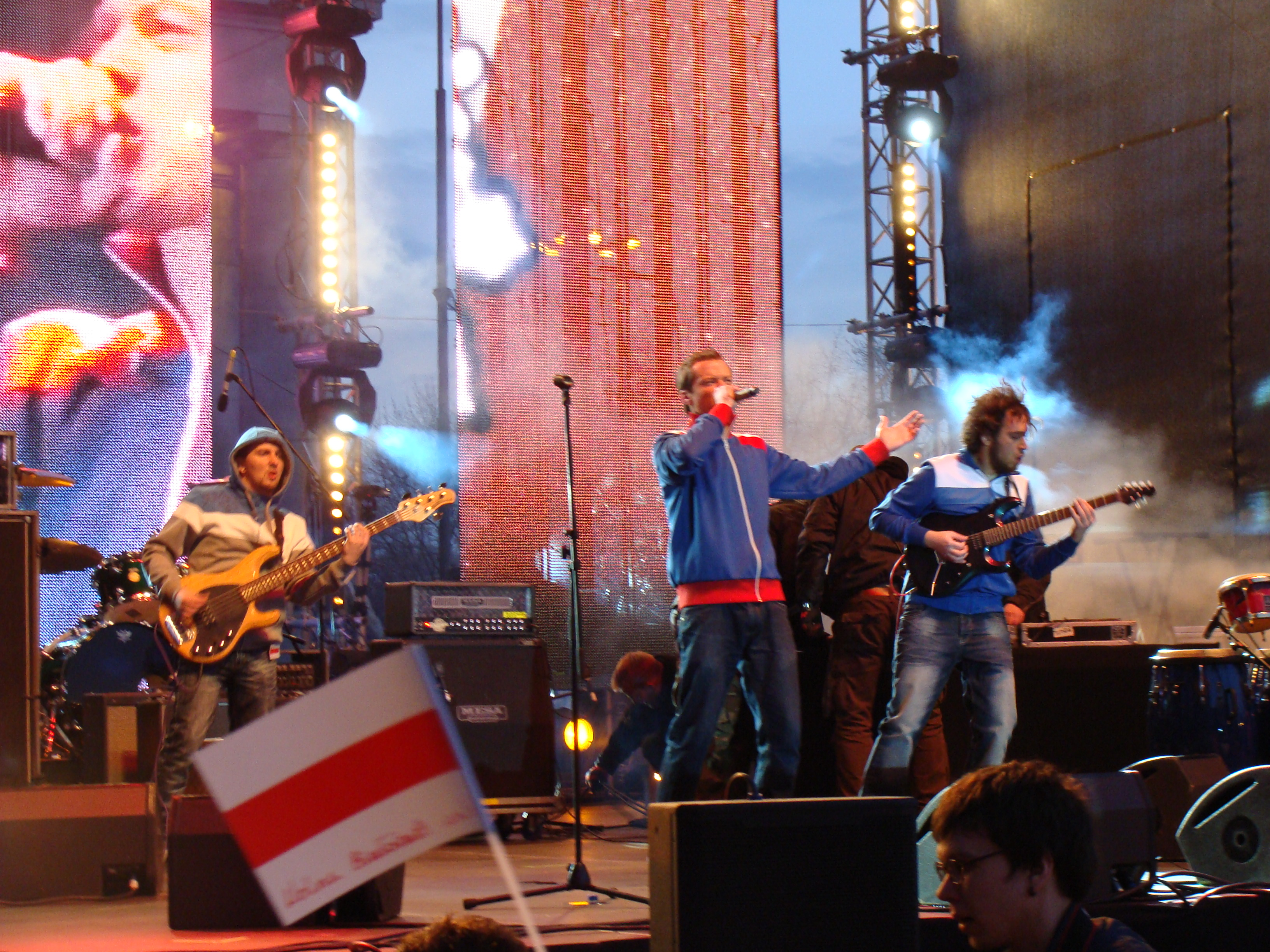
Koncert „Solidarni z Białorusią” (27 marca 2011 r. na Placu Defilad w Warszawie)

W 2011 roku Vinsent koncertował z „żywym” składem muzyków, eksperymentując ze stylami muzycznymi, m.in. poprzez mieszanie hip-hopu z rockiem i jazzem. Raper pojawił się także na międzynarodowych festiwalach na Białorusi, Łotwie, Ukrainie i w Polsce. W tym samym roku muzyk wydał album Żywy DVD, na którym znalazły się zapisy wideo z koncertów rapera w klubach Reaktar, Hrafici i Hudwin oraz reportaże z festiwali. Dodatkowo na dysku pojawiły się nagrania koncertowe, wywiady, teksty piosenek i zdjęcia.
W 2012 roku Vinsent rozpoczął karierę aktorską. Artysta zagrał główną rolę w filmie Krzysztofa Łukaszewicza Żywie Biełaruś!, opowiadającym o białoruskim opozycyjnym muzyku rockowym. Z tego powodu po powrocie na Białoruś raper spotkał się z prześladowaniami ze strony białoruskich służb specjalnych. W tym samym roku Papko wystąpił także w filmie Ponad niebem, a jego singel Ni kroku nazad stał się częścią ścieżki dźwiękowej do tego filmu. W 2015 roku Vinsent zagrał w krótkometrażowym filmie Karoliny Ford Prześwity.
25 października 2015 roku Vinsent opublikował klip do pierwszego singla z nadchodzącej płyty – piosenki „Žyvy”. 9 grudnia 2015 roku za pośrednictwem wydawnictwa Piarszak muzyk wydał swój drugi album studyjny Vir. Prezentacja płyty odbyła się tydzień później w mińskim klubie Placouka choł. Vinsent wziął także udział w świątecznym projekcie Nowaje pakaleńnie na Nowy hod, na potrzeby którego razem z zespołem Šuma Voices zapisał piosenkę „Kalada”.
W październiku 2017 roku muzyk wziął udział w składance (Nie)rasstralanaja paezija, nagrywając utwór „Metrapaliten”. Tekst piosenki został napisany na podstawie wiersza zamordowanego w 1937 roku białoruskiego poety Ziamy Piwawaraua.

## Dyskografia

### Albumy studyjne
| Rok  | Dane dot. albumu                                                                                   | Źródło |
| ---- | -------------------------------------------------------------------------------------------------- | ------ |
| 2009 | Paczatak - Oryginalna pisownia tytułu: Пачатак - Data wydania: 16 lutego 2009 - Wydawca: BMA-group | [ 7 ]  |
| 2015 | Vir - Data wydania: 9 grudnia 2015 - Wydawca: Piarszak                                             | [ 19 ] |

### Single
| Rok  | Dane dot. singla                                                                                                   | Album | Źródło |
| ---- | --- | ----- | ------ |
| 2010 | „Sława hierojam!” - Oryginalna pisownia tytułu: „Слава героям”                                                     | –     | [ 10 ] |
| 2010 | „Razwaha” - Oryginalna pisownia tytułu: „Развага” - Wspólnie z zespołem :B:N:                                      | –     | [ 23 ] |
| 2010 | „Wieru” - Oryginalna pisownia tytułu: „Веру”                                                                       | –     |        |
| 2011 | „Daj siły” - Oryginalna pisownia tytułu: „Дай сілы” - Wspólnie z zespołem IQ48                                     | –     | [ 23 ] |
| 2012 | „Ni kroku nazad” - Oryginalna pisownia tytułu: „Ні кроку назад” - Data wydania: 9 maja 2012                        | –     | [ 24 ] |
| 2013 | „Tok” - Oryginalna pisownia tytułu: „Ток”                                                                          | –     | [ 25 ] |
| 2015 | „Žyvy” - Data wydania: 25 października 2015                                                                        | Vir   | [ 18 ] |
| 2020 | „Nie pakinu” - Oryginalna pisownia tytułu: „Не пакіну” - Data wydania: 3 sierpnia 2020 - Wspólnie z Saszą Zacharyk | –     | [ 26 ] |

### Wydawnictwa, na których znalazły się utwory wykonawcy
| Rok  | Dane dot. albumu | Utwór                 | Źródło |
| ---- | --- | --------------------- | ------ |
| 2009 | Premjer Tuzin 2009 - Wydawca: West Records                                                                               | „Adychodziać karabli” | [ 27 ] |
| 2015 | Nowaje pakaleńnie na Nowy hod - Data wydania: 31 grudnia 2015 - Utwór wspólnie z zespołem Šuma Voices - Wydawca: TuzinFM | „Kalada”              | [ 28 ] |
| 2017 | (Nie)rasstralanaja paezija - Data wydania: 27 października 2017 - Wydawca: TuzinFM                                       | „Metrapaliten”        | [ 29 ] |

## Teledyski
| Rok  | Tytuł             | Pisownia oryginalna | Reżyser               | Źródło |
| ---- | ----------------- | ------------------- | --------------------- | ------ |
| 2009 | „Praciahwaju żyć” | „Працягваю жыць”    |                       | [ 30 ] |
| 2010 | „Wosieński wals”  | „Восеньскі вальс”   | Alaksandr Mielehawiec | [ 31 ] |
| 2012 | „Ni kroku nazad”  | „Ні кроку назад”    | Andrej Kurejczyk      | [ 32 ] |
| 2015 | „Žyvy”            | „Žyvy”              | Arciom Łobacz         | [ 18 ] |
| 2020 | „Nie pakinu”      | „Не пакіну”         | Wiktar Małyszczyc     | [ 33 ] |

## Filmografia
- 2012: Ponad niebem jako Maks[4]
- 2012: Żywie Biełaruś! jako Miron Zacharka[34]
- 2015: Prześwity jako Tomek[35]
- 2018: Trzech znanych P. jako Jurek[36]